# Śri Ajñadewi
Śri Ajñadewi, var regerande drottning av Bali omkring 1016. 
Hon efterträdde samregenterna drottning Mahendradatta och kung Udayana Warmadewa. 
Omständigheterna kring hennes trontillträde är oklara. Vid denna tid gifte sig kronprins Airlangga av Bali, son till den nyblivne änklingen kung Udayana Warmadewa av Bali, med dottern till kung Dharmawangsa av Östra Java. Under bröllopet attackerades Östra Java av kung Wurawari, under vilket kung Udayana Warmadewa av Bali möjligen dödades, och prins Airlangga flydde in i djungeln. Efter detta blev Śri Ajñadewi drottning i Bali. 
Det är okänt vem hon var och varför hon blev drottning. Det finns en teori om att hon var medlem av Balis dynasti, och utsågs att regera därför att den försvunne Airlanggas bror, den nya tronföljaren Marakata Pangkaja, var minderårig, och att hon skulle regera tillfälligt tills han blev vuxen. Det är okänt hur länge hon regerade, men år 1022 hade Marakata Pangkaja uppenbarligen blivit vuxen och omnämns som självständig ensam härskare. 